# NTrFlu Almirante Leverger (G-16)
O NTrFlu Almirante Leverger (G-16) é um navio-transporte fluvial pertencente à Marinha do Brasil. O navio chamava-se Albatroz antes de sua aquisição e era propiedade da Arara Pantaneira Transporte Fluvial e Turismo. O navio foi comissionado em 2 de maio 2014, estando subordinado ao Comando da Flotilha do Mato Grosso. Sua principal missão é auxiliar o transporte fluvial e execução de tarefas de apoio às operações ribeirinhas, atendimentos médicos e odontológicos, assistência cívico social, patrulha fluvial, inspeções navais e atividades de Defesa Civil.